# 伊萬基 (波格列比謝區)
49°32′53″N 29°12′34″E / 49.54806°N 29.20944°E
伊萬基（烏克蘭語：Іваньки），是烏克蘭的村落，位於該國西南部文尼察州，由文尼察區負責管轄，面積0.12平方公里，海拔高度252米，2001年人口82，人口密度每平方公里683.33人。